# We SC
Maillots
Actualités
Le Telecom Egypt Sporting Club (en arabe : نادي المصرية للإتصالات للألعاب الرياضية), plus couramment abrégé en Telecom Egypt, est un club égyptien de football fondé en 2006 et basé à Nasr City, quartier du Caire, la capitale du pays.
Le club (appelé Itesalat ou Al Masriya Lil Itesalat en arabe) évolue actuellement en première division.

## Histoire
Le club est créé en 2006 par l'entreprise Télécom Egypt à laquelle il appartient.
L'équipe monte en première division lors de la saison 2008-09.

## Palmarès
- Néant

## Personnalités

### Entraîneurs célèbres
- Hossam Hassan